# Casbá

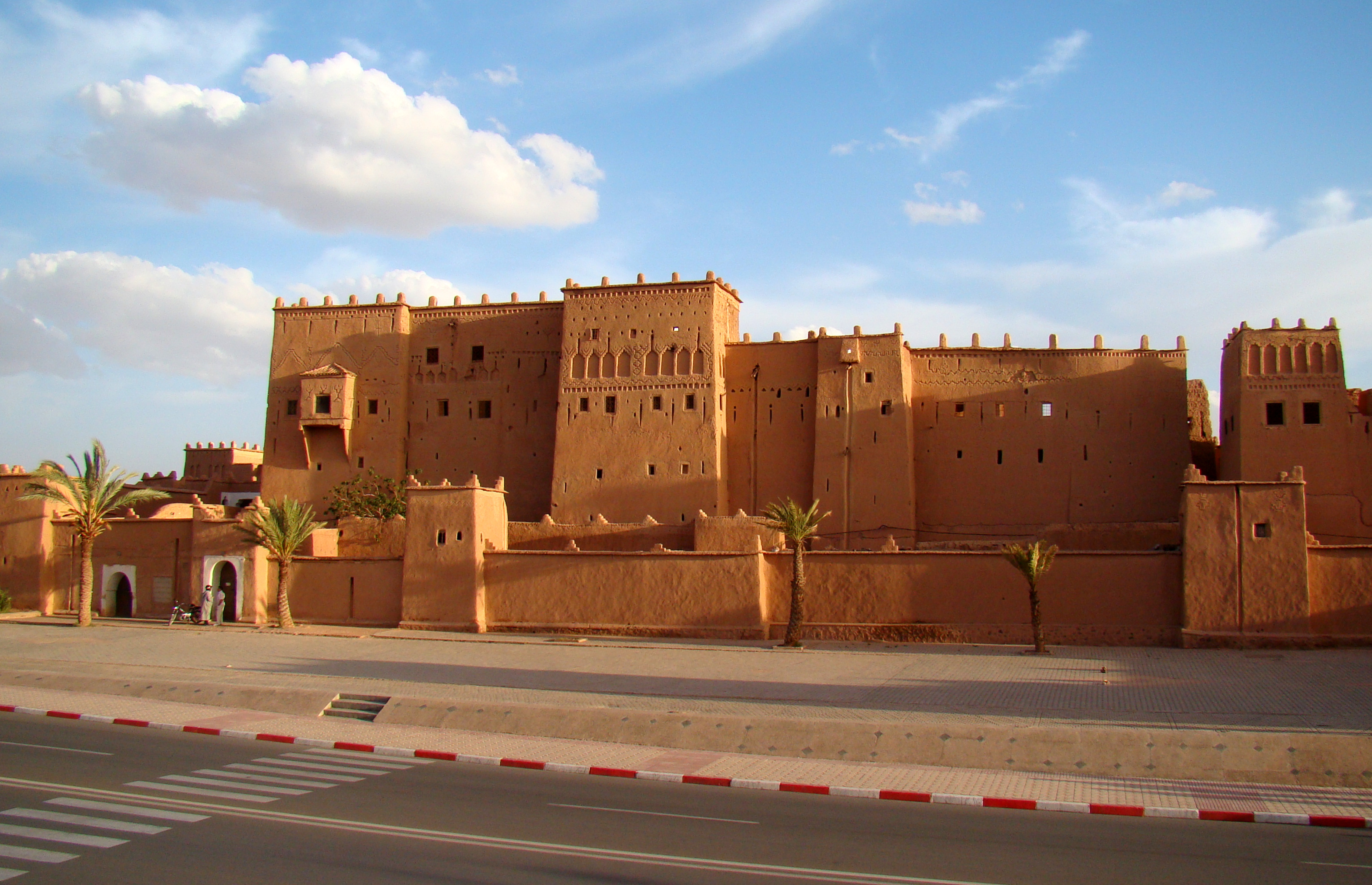
Casbá de Taourirt, em Ouarzazate, no sul do Marrocos

Casbá (em árabe: قصبة; romaniz.: qasba, "cidadela"; em francês: casbah) é o nome dado às cidadelas cercadas por muros ou muralhas existente em diversas cidades do Norte da África. Entre alguns dos exemplos mais célebres estão a Casbá de Argel, na capital da Argélia, considerada Patrimônio Mundial pela UNESCO, e a Casbá dos Udaias, em Rabate, capital de Marrocos, construída nos séculos XVI e XVII e igualmente inscrita na lista do Patrimônio Mundial.